# Zotepină
Zotepina este un antipsihotic atipic derivat de dibenzotiepină, fiind utilizat doar în unele țări în tratamentul schizofreniei acute și cronice. Calea de administrare disponibilă este cea orală.